# Elecciones presidenciales del Perú de 1903
Las elecciones presidenciales del Perú de 1903 se realizaron en agosto de 1903, siendo elegido presidente del Perú, Manuel Candamo, sin oposición alguna.
| Partido                     | Candidato      | Votos  | %    |
| --------------------------- | -------------- | ------ | ---- |
| Partido Civil               | Manuel Candamo | 92 798 | 100% |
| Votos válidos               |                | 92 798 | 100% |
| Votos inválidos y en blanco |                | 980    |      |
| Total                       |                | 93 778 |      |